# Commons
Der Begriff Commons (von latein. communis; von cum und munus; engl. common; dt. gemein(sam)) bezeichnet Ressourcen (Code, Wissen, Nahrung, Energiequellen, Wasser, Land, Zeit u. a.), die aus selbstorganisierten Prozessen des gemeinsamen bedürfnisorientierten Produzierens, Verwaltens, Pflegens und/oder Nutzens (Commoning) hervorgehen. Commons werden vielfach „jenseits von Markt und Staat“ verortet, womit vor allem gemeint ist, dass in Commons-Kontexten andere Handlungslogiken dominieren als in diesen beiden Bereichen.

## Begriffsabgrenzung
Die Vielschichtigkeit wie auch die unterschiedlichen Verwendungsweisen und Übersetzungen des Begriffs Commons führen häufig zu Missverständnissen.
Der Geographieprofessor James McCarthy betrachtet Commons als Schlüsselbegriff, “a complex word with a wide range of active meanings, involving ideas and values, with which we attempt to understand, represent and influence the practices and relationships central to contemporary culture and society” Der US-amerikanische Commons-Forscher David Bromley merkte 1992 an, dass es in der Literatur über natürliche Ressourcen und Umweltpolitik schwierig sei, ein so missverstandenes Konzept wie das der Commons zu finden.
Ähnlich wie im Deutschen gemein bzw. Gemeinheit, hat auch das englische Commons im Verlauf der Zeit Bedeutungsverschiebungen von vernakular bzw. gemeinsam hin zu allgemein, ordinär und bösartig, hinterhältig, niederträchtig erfahren. Häufige Übertragungen in den deutschen Sprachraum wie Gemeingut, Allmende oder Gemeineigentum sind weder mit dem Commons-Begriff noch untereinander deckungsgleich. Sie betonen jeweils bestimmte Aspekte, erfassen jedoch nicht das gesamte Bedeutungsspektrum von Commons. Da sie mit güterzentrierten, rechtsformzentrierten und eigentumszentrierten Vereinseitigungen verbunden sind, setzt sich die direkte Verwendung des Begriffs Commons im Deutschen immer mehr durch.

### Gemeingut
Der aus der volkswirtschaftlichen Gütertheorie des 20. Jahrhunderts stammende Begriff Gemeingut (auch Kollektivgut) wird von Eigenschaften abgeleitet, die dem Gut selbst zugeschrieben werden. So werden öffentliche Güter als Güter bezeichnet, bei denen es schwer ist, Menschen vom Zugang auszuschließen. Und Allmendegüter beziehungsweise Gemeingüter als solche, bei denen es keinen Ausschluss gebe, aber Rivalität im Konsum. Demgegenüber betont zum Beispiel die Ökonomin Friederike Habermann, dass die Nutzungsweise eines Gutes – also wer, warum von der Nutzung ausgeschlossen wird, stets sozial festgelegt wird. Sie ist keine genuine Eigenschaft einer Sache selbst. Ausschluss wird hier als Ergebnis aktiven Tuns verstanden. Der Begriff Gemeingut entspricht dem englischen Common Good bzw. Common Pool Ressource (CPR).

### Allmende
Häufig werden Commons mit Allmende ins Deutsche übertragen. Historische Allmenden beziehen sich auf Rechtsformen gemeinschaftlichen Besitzes in der Land-, Forst- und Gewässerbewirtschaftung. Seit Mitte der 1990er Jahre wird der Begriff Wissensallmende metaphorisch für den Bereich der Immaterialgüter benutzt. Hier kommen allerdings gänzlich andere Rechtsformen zum Tragen als bei traditionellen Allmenden.
Der Begriff Commons wird heutzutage wesentlich umfassender verwendet und schließt Allmenden als eine historisch besondere (rechtliche) Form von Commons ein, ohne jedoch mit diesen identisch zu sein.

### Gemeineigentum
Mitunter werden Commons mit Gemeineigentum, das heißt mit Kollektiveigentum, gleichgesetzt. Dieses zeigt sich in unterschiedlichen Formen, wie etwa Genossenschaften oder Stiftungen. Tatsächlich ist Gemeineigentum häufig die eigentumsrechtliche Grundlage von Commons. Allerdings können Commons auch auf Grundlage von Privateigentum umgesetzt werden, denn entscheidend ist, wie die konkreten Nutzungsregeln gestaltet sind. So kann ein Haus de jure Privateigentum sein, aber es wurde de facto langfristig in gemeinschaftliche Nutzung und Verantwortung übergeben (wie etwa vom Mietshäuser Syndikat realisiert). Im Bereich der informationszentrierten Commons (Freie Software, Freie Inhalte) gibt es Copyleft-Lizenzen, die ebenfalls auf individuellem Eigentum basieren. Diese bieten eine Möglichkeit, freie Zugänge (Open Access) bei gleichzeitig eigentumsrechtlich eindeutiger Urheberschaft zu realisieren.

### Sharing Economy
Da das Teilen und die gemeinsame Nutzung von Ressourcen in Commons eine große Rolle spielt, werden diese manchmal irrtümlich auch als Ökonomie des Teilens oder Sharing Economy – auch Share Economy oder Shareconomy – bezeichnet. Der Commonsforscher Stefan Meretz weist auf den Unterschied von Teilen und Tauschen hin: Teilen ist eine positiv-reziproke, also eine die Menschen verbindende Handlung, Tauschen hingegen eine negativ-reziproke, also die Menschen trennende. Die Share Economy schafft nur dadurch neue ökonomische Möglichkeiten, dass sie alte zerstört (etwa Uber auf Kosten des Taxigewerbes), was als innovative Disruption bezeichnet wird. Ziel des Teilens als Kern des Commoning ist hingegen die gemeinschaftliche Bedürfnisbefriedigung.

## Typologisierung und ihre Kritik
In zahlreichen Arbeiten und Diskussionsbeiträgen zu Commons sind Typologisierungen üblich, die sich entweder aus den Arbeitsschwerpunkten begründen, aus den unterschiedlichen Commons-Zugängen oder aus den verschiedenen Umgebungen, in denen sich Commons entfalten.
So fokussiert die Forschung der Bloomington School (Elinor Ostrom u. a.) und der International Association of the Commons (IAS) häufig auf so genannte natürliche Commons, während die peer-to-peer bzw. P2P-Debatte oder die Forschung um Commons basierte Peer-Produktion sich vorwiegend auf Wissens-Commons, oder digitale Commons bezieht. Andere geläufige Einteilungen sind etwa materielle und immaterielle Commons, um auf unterschiedliche Beschaffenheiten der zentralen Ressourcen hinzuweisen oder städtische und ländliche Commons, um die unterschiedliche Verortung im Raum hervorzuheben. Mitunter ist auch von sozialen Commons die Rede, in seinem Buch Die Null-Grenzkosten-Gesellschaft verwendet der US-amerikanische Ökonom Jeremy Rifkin den Begriff des kollaborativen Gemeinguts (engl. collaborative commons).
Diese Einteilungen wurden zum Beispiel von Helfrich und Bollier kritisiert. Basis ihrer Kritik ist, dass diese Klassifizierungen dem vielfältigen Charakter von Commons nicht gerecht werden. Jedes Commons beruhe auf materiellen als auch immateriellen Grundlagen, ganz gleich, ob Wasser oder Daten bei einem Commons im Mittelpunkt stehen. Zudem zeichnen sich alle Commons durch Wissensproduktion und -austausch aus.
Helfrich argumentierte:
- jedes Commons beruht auf natürlichen Ressourcen und bedarf dieser zur Reproduktion
- jedes Commons ist ein Wissens-Commons
- jedes Commons ist sozialer Prozess.

Somit ist die Rede von „sozialen Commons“ im Grunde ein Pleonasmus. Für den sozialen Prozess wiederum sind Selbstorganisation und Kollaboration (lateinisch con- ‚mit-‘, laborare ‚arbeiten‘) prägend, was auch den Begriff des kollaborativen Gemeinguts von Rifkin als redundant erscheinen lässt.
Weniger problematisch sind Referenzen auf alte und neue Commons (oft auch: traditionelle und moderne Commons), da sie keine kategoriale Unterscheidung vornehmen, sondern eine zeitliche Einordnung. Diese spielt eine erhebliche Rolle, da Commons stets kontextgebunden sind, sich also auch in Abhängigkeit von der technischen Entwicklung, insbesondere in der Nutzung der Energiequellen und dem Stand der Informations- und Kommunikationstechnologien entwickeln.
Daneben existieren Begriffe für von diskriminierten und marginalisierten Gruppen gebildete Gütergruppen, die keine staatliche oder gesamtgesellschaftliche Legitimation erfahren (Undercommons) oder gemeinsam in Anspruch genommene Ressourcen auf Fluchtbewegungen darstellen (Mobile Commons).
Michael Hardt und Antonio Negri verwenden den Begriff „das Common“ („the Common“) im Singular, um den übergreifenden Zusammenhang zeitgenössischer Gemeingut-Bestrebungen zu betonen und das Denken in abgegrenzten und eingehegten Commons zu überwinden. Johannes Euler schwebt hierzu der Perspektivwechsel zum Prozess des Commoning vor (siehe unten).

## Unterschiedliche Zugänge

### Commons aus historischer Perspektive
In den Geschichtswissenschaften wird ein Fokus auf die Untersuchung der traditionellen Praktiken und Institutionen der Allmenden sowie auf deren Einhegung bzw. Privatisierung gelegt. Daneben finden vermehrt indigene und nicht-europäische Perspektiven wie Ubuntu, Buen Vivir, Lumbung, Sunureum und (Eco-)Swaraj Eingang in die Forschung.
J.T. Roane (Rutgers/IAS) beschrieb die informellen Unterstützungsnetzwerke versklavter und aus der Sklaverei geflohener Menschen in den USA als „schwarze Commons“ (black commons).

#### Commons und Gemeingüter als Rechtsnormen
In verschiedenen Rechtssystemen haben Commons oder Gemeineigentum eine Kodifizierung als Rechtsnorm erhalten, mitunter mit Verfassungsrang. Darunter die britische Magna Charta, aber auch das deutsche Grundgesetz, dass in Artikel 15 die Umwandlung von Privateigentum in Gemeineigentum oder andere Formen von Gemeinwirtschaft regelt. Der Artikel übernahm eine ältere Regelung aus der Weimarer Reichsverfassung und geht auf Forderungen der Arbeiterbewegung zurück, die etwa im Gefolge der Novemberrevolution umfangreiche Sozialisierungen forderte. Doch auch ältere, agrarische Vergesellschaftungsbewegungen sind Teil dieser Tradition. Jüngst versuchten soziale Bewegungen in der Bundesrepublik, den bisher nie angewendeten Artikel 15 zu aktivieren – so etwa die Initiative Deutsche Wohnen & Co Enteignen 2021 mit einem Volksentscheid zur Vergesellschaftung von Wohnungsbeständen großer Immobilienkonzerne.

#### Magna Carta und Charter of the Forest

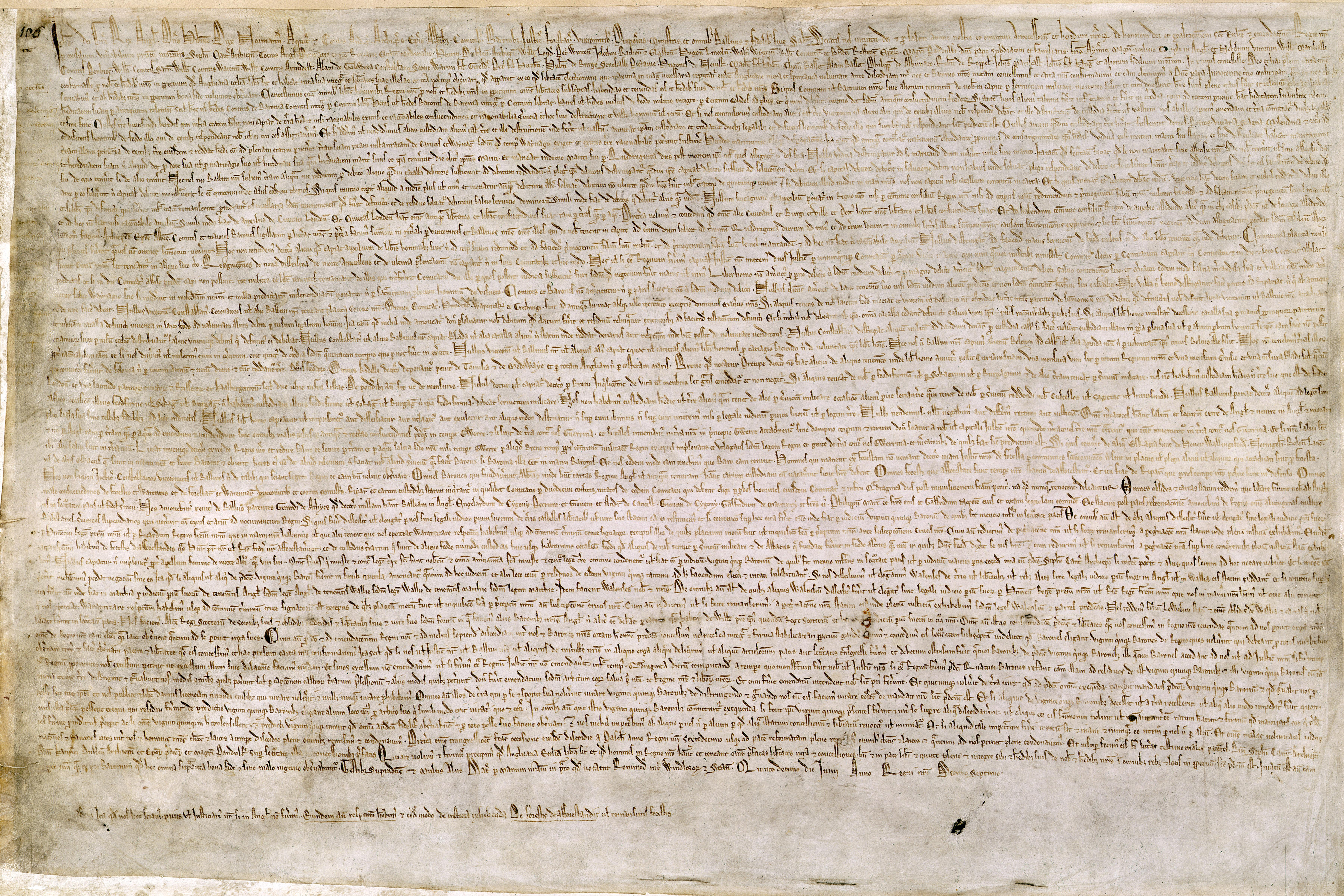
Ein Original der Magna Carta von 1215 (London, British Library, Cotton MS. Augustus II. 106).

In seinem Buch The Magna Carta manifesto. The struggle to reclaim liberties and commons for all hat der Historiker Peter Linebaugh die Geschichte der Commons in England untersucht. Die Rechte für die Nutzung von Allmenden wurden Anfang des 13. Jahrhunderts durch zwei Dokumente geschützt, die einander ergänzen: einerseits durch die Magna Carta (1215) und andererseits durch die Charter of the Forests von König Heinrich dem III. Die Magna Carta gilt heute als wichtigster Vorläufer des Verfassungsrechts. Sie formuliert und verteidigt zentrale politische Freiheits- und Bürgerrechte (z. B. Habeas Corpus). Die Charter of the Forests ist weniger bekannt. Darin wurde der Zugang zur Allmende für diejenigen als Gewohnheitsrecht bestätigt, die kein eigenes Land besaßen. Diese so genannten Commoners konnten auf Grundlage der Charter of the Forests Holz zum Bauen und Heizen aus dem Wald holen oder auf der Waldweide ihr Vieh grasen lassen. Für die Existenzsicherung durch den Zugang zu Subsistenzmitteln war die Charter of the Forests somit von großer Bedeutung.

#### Einhegungen und Gegenbewegungen – gestern und heute
Historisch bezeichnet Einhegung die Umwandlung von Gemeineigentum und gewohnheitsrechtlich frei genutzten Gütern in exkludierendes und meist individuelles Privateigentum, vor allem durch Flurbereinigungen (Gemeinheitsteilung). In England fanden die Einhegungen ab dem 15. Jahrhundert vermehrt statt. Sie wurden von Feudalherren und dem König vorangetrieben, um die Intensivierung und Kommerzialisierung der Landwirtschaft durchzusetzen. Diese Einhegungen trafen oft auf erbitterten Widerstand der Betroffenen. Es entstanden soziale Bewegungen wie die Diggers und Levellers, die sich aktiv gegen die Einhegungen einsetzten, indem sie Zäune herunterrissen, Mauern ausgruben und das Land wieder einebneten, um es gemeinsam zu bewirtschaften. Auch in Deutschland gab es vergleichbare Einhegungen, die eine Hauptursache der Bauernkriege darstellen. Karl Marx bezeichnet diesen Prozess als die „sogenannte ursprüngliche Akkumulation“ und Karl Polanyi als die „Entbettung“ oder Kommodifizierung der Natur, der Arbeit und des Geldes. Durch die Einhegung und Privatisierung der Commons wurden Menschen von ihren Subsistenzmitteln getrennt und mussten somit ihre Arbeitskraft auf dem Markt verkaufen, um ihre Existenz zu sichern.
Während dieser Prozess der Einhegung der Commons oft als Entstehungsgeschichte des Kapitalismus verstanden wird, wies Rosa Luxemburg in ihrem Hauptwerk Die Akkumulation des Kapitals darauf hin, dass der Kapitalismus permanent der „nichtkapitalistischen Formationen […] als Nährboden [bedürfe], auf dessen Kosten, durch dessen Aufsaugung“ (1913) sich seine Akkumulation vollzieht. Burkart Lutz sprach in Analogie zur „äußeren“ von der „inneren Landnahme“. Ähnlich argumentiert der Geograph David Harvey. Für ihn sind Einhegungen bzw. Enteignungen ein zentraler und beständiger Aspekt der kapitalistischen Wirtschaft. Gemäß James Boyle bezieht sich eine zweite Einhegungsphase auf immaterielle Güter wie z. B. Genome, digitale Codes und Wissen.
Einige Autoren betonen, dass Einhegungsprozesse als Kämpfe zu verstehen sind, in denen Privatisierungen durch Widerstand, „Anti-Einhegungs-“ und „Reclaim the Commons“-Bewegungen begrenzt und rückgängig gemacht werden können. Mit Karl Polanyi kann der Prozess der Einhegung und des Widerstands dagegen als „doppelte Bewegung“ der Entbettung und Wiedereinbettung verstanden werden.

### Ökonomischer Zugang

#### Gütertheorie
|                    | Rivalitätsgrad = 0             | Rivalitätsgrad = 1                              |
| ------------------ | ------------------------------ | ----------------------------------------------- |
| Exklusionsgrad = 0 | öffentliches Gut (z. B. Deich) | Allmendegut (z. B. überfüllte Innenstadtstraße) |
| Exklusionsgrad = 1 | Klubgut (z. B. Pay-TV)         | Privates Gut (z. B. Speiseeis)                  |

Der Begriff Commons wird in ökonomischen Theorien in der Regel mit einer bestimmten Güterkategorie verbunden. Hier werden Güter anhand der Kategorien Ausschließbarkeit und Rivalität unterschieden. Eine hohe Ausschließbarkeit wird angenommen, wenn es leicht ist, Menschen vom Zugang zu einem Gut auszuschließen. Der Rivalitätsgrad wird als hoch angesehen, wenn die Nutzung des Gutes die Nutzbarkeit für andere einschränkt oder gar verunmöglicht. Als Commons (bzw. Allmendegut oder Gemeingut; englisch common good oder englisch common-pool resource) werden – in Abgrenzung zum Privatgut, öffentlichen Gut und Klubgut – diejenigen Güter bezeichnet, die über eine geringe Ausschließbarkeit und einen hohen Rivalitätsgrad verfügen.
Kritik an diesem Ansatz richtet sich insbesondere dagegen, dass die beiden Kategorien Ausschließbarkeit und Rivalität als in den Dingen selbst liegend angenommen werden, anstatt sie als Ergebnisse menschlichen Handelns zu verstehen. Cowen argumentiert, dass die Ausschließbarkeit u. a. davon abhängt, wie und wie viel produziert wird, wie die Verteilung organisiert ist, wie hoch die Nachfrage ist. Diese Argumente treffen auch auf die Kategorie der Rivalität zu. So wird darauf verwiesen, dass der Grad der Rivalität bei unterschiedlicher Nutzung verschieden hoch ausfallen kann. Einen Apfel zu fotografieren wirkt sich auf die Nutzungsmöglichkeiten Dritter anders aus als ihn zu verspeisen. Auch wird die Nutzung für andere nicht gleichermaßen eingeschränkt, wenn es genug Äpfel gibt, was durch Apfelanbau erreicht werden kann. Der traditionellen Gütertheorie wird also eine unzulässige Naturalisierung attestiert. Grund dafür ist, dass die soziale Form der Herstellung der Güter – ob als Ware oder als Commons – ausgeblendet wird. Commons existieren nicht einfach, sondern werden gemacht. Ob etwas ein Commons wird, ist eine soziale Frage und nicht durch die Natur der Dinge festgelegt.

#### Tragik der Allmende (Tragedy of the Commons)
Innerhalb des klassischen ökonomischen Zugangs ist die sogenannte Tragik der Allmende (englisch tragedy of the commons) von großer Bedeutung für das Verständnis des Commonsbegriffs. Die Denkfigur ist sehr alt, gelangte aber durch einen Artikel des Mikrobiologen und Ökologen Garrett Hardin aus dem Jahr 1968 noch einmal ins Zentrum der Debatte. Hardin geht davon aus, dass bei frei zugänglichen Gütern die Nutzer dazu tendieren, diese zu übernutzen und somit zu zerstören. Dies geschehe, weil Menschen darauf aus sind, ihre Erträge zu maximieren. Um diese Hypothese zu plausibilisieren, nutzt Hardin die Metapher einer Gemeinschaftsweide, auf die alle ihre Schafe treiben können. Sie würden, so die These, immer noch ein weiteres Tier auf die Weide treiben, da der Ertrag ihnen individuell zugutekäme, die Kosten aber von allen zu tragen seien. Schlussendlich würde die Wiese überweidet werden, und es stelle sich ein für alle suboptimales Ergebnis ein.
Dieser viel rezipierte Ansatz von Hardin wurde von unterschiedlichen Seiten kritisiert. Hauptargument ist, dass es sich bei dem Beschriebenen nicht um Commons handelt, sondern um sogenanntes Niemandsland, also Land, das von niemandem besiedelt, gepflegt oder bewirtschaftet wird. Hardin räumte 30 Jahre später ein, vom unregulierten Commons gesprochen zu haben. Ostrom u. a. verwiesen darauf, dass Menschen miteinander kommunizieren und in der Lage sind, Absprachen zu treffen, um Übernutzung zu verhindern.

#### Institutionenökonomischer Ansatz
Aus der Perspektive der Neuen Institutionenökonomik werden Commons vor allem als Institutionen zur kollektiven Nutzung von common-pool resources (Allmende-Ressourcen) beschrieben. Sie können formell und informell sein und beinhalten Regeln und Normen, die wichtige Anreize und Rahmenbedingungen für kooperatives Handeln liefern. In stabilen und von Commoners selbstbestimmten Institutionen kann die von Hardin beschriebene Tragik abgewendet werden. Das Hauptinteresse des institutionenökonomischen Ansatzes besteht demnach in der Analyse von Institutionen des Gemeingut-Managements.
Die prominenteste Vertreterin dieses Ansatzes ist die Politikwissenschaftlerin Elinor Ostrom. Mit zahlreichen Wissenschaftlern in ihrem Umfeld verglich sie Feldstudien zu gemeinschaftlichem Management in aller Welt, etwa von Bewässerungssystemen in Spanien, Nepal und Indonesien, Weideland in den Schweizer Alpen, Ackerland in Japan, Fischbeständen in Kanada oder Gemeindewäldern in Bolivien und Mexiko. Aufbauend auf dieser empirischen Forschung entwickelte sie die so genannten design principles, die eine erfolgreiche Bewirtschaftung von common pool resources ermöglichen. Als Resümee ihrer Forschung nannte Ostrom folgende Prinzipien für erfolgreiche Lösungen von lokalen Allmendeproblemen:
1. Klar definierte Grenzen und einen wirksamen Ausschluss von externen Nichtberechtigten.
2. Regeln bezüglich der Aneignung und der Bereitstellung der Allmenderessourcen müssen den lokalen Bedingungen angepasst sein.
3. Die Nutzer können an Vereinbarungen zur Änderung der Regeln teilnehmen, so dass eine bessere Anpassung an sich ändernde Bedingungen ermöglicht wird.
4. Überwachung der Einhaltung der Regeln.
5. Abgestufte Sanktionsmöglichkeiten bei Regelverstößen.
6. Mechanismen zur Konfliktlösung.
7. Die Selbstbestimmung der Gemeinde wird durch übergeordnete Regierungsstellen anerkannt.

#### Komödie der Commons und Tragik der Anti-Commons
Die Komödie der Commons (englisch comedy of the commons) und die Tragik der Anti-Commons (englisch tragedy of the anticommons) beschreiben jeweils nicht die Übernutzung, sondern die Unternutzung von Ressourcen als Problem. Mit der Komödie der Commons werden Fälle bezeichnet, in denen Ressourcen steigende Skalenerträge (in der Nutzung) aufweisen, wenn mehr Menschen sie nutzen. Dieses Phänomen wird in englischer Alltagssprache mit “The more, the merrier” bezeichnet. In solchen Fällen werden Ressourcen nicht von einer Übernutzung, sondern von zu geringer Nutzung bedroht. Die Tragik der Anti-Commons entsteht, laut dem Rechtswissenschaftler Michael Heller, wenn eine Ressource auf Grund der Regulation unternutzt wird – beispielsweise wenn es zu viele Privateigentümer gibt und diese sich gegenseitig blockieren. Beispiele hierfür sind die Unternutzung von Wissen auf Grund der Patent- und Urheberrechte und die Verwaisung von Wissens- und Kulturgütern.

#### Experimenteller Zugang in Psychologie und Verhaltensökonomik
Innerhalb der psychologischen und verhaltensökonomischen Commons-Forschung ist der Ansatz der experimentellen Spieltheorie von Bedeutung. Hier werden mit Hilfe mathematischer Formalisierung die so genannte Tragik der Allmende und andere Entscheidungssituationen beschrieben. Es wird experimentell untersucht, welche Bedingungen dazu führen, dass Menschen kooperieren. So haben beispielsweise Ostrom, Gardner und Walker spieltheoretisch gezeigt, dass, wenn die Akteure miteinander kommunizieren können, die Tragik der Allmende verhindert werden kann.

### Commons als sozialer Prozess

#### Commoning als zentrale Definitionskategorie von Commons
“There is no commons without commoning” – dieser dem Historiker Peter Linebaugh zugeschriebene Satz fasst den auf Praktiken und Prozesse fokussierenden Commons-Zugang zusammen. Die Unterscheidung, ob etwas ein Commons ist, wird hier nicht basierend auf den qualitativen Eigenschaften einer Ressource getroffen. Das entscheidende Kriterium wird vielmehr in den Praktiken und Prozessen gesehen, mit denen sich die Beteiligten auf die Ressource beziehen. Wasser kann als Ware in Flaschen abgefüllt und verkauft werden oder es kann als Commons genutzt, gepflegt und verwaltet werden. Commons werden demnach durch Commoning hergestellt. Dieser Fokus auf Praktiken ermöglicht eine Betrachtungsweise, die die Kontextabhängigkeit von Commons berücksichtigt. Linebaugh geht einen Schritt weiter und schlägt vor, statt von Commons als Substantiv von Commoning als Verb zu sprechen: “the commons is an activity and, if anything, it expresses relationships in society that are inseparable from relations to nature. It might be better to keep the word as a verb, an activity, rather than as a noun, a substantive”.

#### Selbstorganisation
Selbstorganisation ist zentraler Bestandteil von Commons-Praktiken. Sie bezeichnet in diesem Kontext die Möglichkeit und tatsächliche Praxis der beteiligten Akteure, jene Regeln und Ziele zu definieren und zu implementieren, die Commons hervorbringen bzw. erhalten. Ähnlich wie in der Systemtheorie und den Wirtschaftswissenschaften (z. B. Friedrich August von Hayek), geht es in der Selbstorganisation um die Erzeugung und Selbst(re)produktion (Autopoiesis) von sozialen Systemen bzw. Organisationen und Institutionen. Doch in starkem Kontrast zu Systemtheorie und Ökonomik findet Selbstorganisation bei Commons nicht einfach „spontan“ statt, sondern vor allem durch das bewusste Handeln der jeweiligen Akteure.
Im Gegensatz zur Partizipation geht es bei der Selbstorganisation nicht darum, sich an etwas Vorgefertigtem zu beteiligen, sondern das Handeln selbstermächtigend weitgehend autonom zu gestalten. Die französischen Wissenschaftler Pierre Dardot (Philosoph) und Christian Laval (Soziologe) bezeichnen diesen Prozess als schöpferische, instituierende Praxis. Damit geht Selbstorganisation auch über den in der Rechtswissenschaft vertretenen Begriff der Selbstverwaltung hinaus, da nicht vorwiegend das administrative Management von bestehenden Organisationen gemeint ist, sondern der Aufbau, die Ausgestaltung, der Erhalt und die Veränderung der Organisation selbst. Die Idee der Selbstorganisation liegt nahe an dem, was unter kollektiver Selbstverwaltung verstanden wird.
Der Commonsforscher Stefan Meretz hebt hervor, dass die Selbstorganisation Bedingungen braucht, um zu gelingen. Zentral seien Selbstbestimmung und empfundene Fairness. Selbstorganisation könne insbesondere dann scheitern, wenn sich fremde Logiken in das Commoning einschleichen. Werden etwa Resultate oder Ressourcen abstrakt gleich verteilt, ohne die unterschiedlichen Bedürfnisse zu berücksichtigen, dann kehre sich formale Gerechtigkeit in empfundene Unfairness um: „Sobald Fairness nicht beachtet wird, besteht die Gefahr, dass sich individuelle Strategien der Nutzenmaximierung durchsetzen. Dann bricht das Marktdenken in die Commons ein.“

### Care und Commons
Zwar gibt es eine große Nähe zwischen Commons- und einigen Care-Ansätzen, aber der Zusammenhang wurde noch nicht systematisch herausgearbeitet. Der Diskurs um Sorgetätigkeiten oder Care wurde von feministischen Strömungen eingebracht. Damit werden insbesondere ökonomische Commons-Zugänge herausgefordert, da es bei Sorgetätigkeiten keine Ressource im Sinne eines bearbeitbaren Objekts gibt, sondern Sorgebeziehungen immer intersubjektiv sind. Gleichzeitig sind Reproduktionstätigkeiten Grundlage jeder Gesellschaft.
Im Kapitalismus ist das Verhältnis der Ökonomie zu Care und Commons einseitig „extraktiv“. Care-Tätigkeiten sind strukturell un- oder unterbezahlt, und Commons dienen häufig als Grundlage ökonomischer Verwertung. Care und Commons als nichtkapitalistische Formationen, wie sie von Rosa Luxemburg beschrieben wurden, werden auf diese Weise zum gesellschaftlichen Nährboden für privatisierten Profit. Dies schließt an die Subsistenztheorie von Maria Mies, Veronika Bennholdt-Thomsen und Claudia von Werlhof an, die Subsistenz umfassend als Herstellung des Lebensnotwendigen fassen und die Ausweitung des Subsistenzbereichs als wichtigen gesellschaftlichen Transformationspfad verstehen. Damit wird eine Sphärenspaltung in eine männlich strukturierte Produktion und eine weiblich zugeschriebene Reproduktion überschritten. Die Theologin Ina Praetorius weist darauf hin, dass das Bedürfnis tätig zu werden nicht nur die Freude am individuellen Tun, sondern auch die selbstverständliche Übernahme von notwendigen Tätigkeiten einschließt: „Es ist selbstverständlich, dass Menschen als bezogen-freie Wesen mehr mehren wollen als ihren persönlichen Vorteil“.

### Paradigma/Weltsicht
Im internationalen Sammelband Commons. Muster gemeinsamen Handelns argumentierten Helfrich und Bollier, dass mit Commons auf „Formen des Wissens, Handelns und Seins“ verwiesen werde, die „zu Kategorien der Weltbeschreibung führen […], die den Bedeutungsrahmen über das in einer ‚marktfähigen Demokratie‘ Denkbare hinaus verschiebt“. Nach Thomas Kuhn gehört ein Kategorienwechsel zu den Merkmalen eines Paradigmenwechsels.
| Erkenntnis im…          | dominierenden Paradigma                                           | sich durchsetzenden Paradigma                 |
| ----------------------- | ----------------------------------------------------------------- | --------------------------------------------- |
| Ontologie               | Substanzontologie                                                 | Prozessontologie                              |
| Fokus liegt auf         | Sachen, Objekten, Dingen, zu denen wir in Beziehung treten können | Beziehungen, Verbindungen                     |
| Fokus liegt auf         | sein                                                              | werden                                        |
| Kategorien              | der Trennung                                                      | der Verbindung                                |
| Ergebnis abgeleitet von | den Eigenschaften der Sachen, Objekte, Dinge                      | den Eigenschaften und Kontexten               |
| Methoden                | messen, zählen, bewerten etc.                                     | sichtbar machen, Sinn/Bedeutung geben, fühlen |
| Methodologie            | Axiome, Modelle                                                   | Muster                                        |
| Erkennen von            | Kausalitäten                                                      | Potenzialen                                   |
| Erkenntnisziel          | Vorhersagbarkeit, Gewissheit                                      | vertiefte Beziehungen, mehr Lebendigkeit      |

Auch der Philosoph Andreas Weber sieht in Commons den Ausdruck eines Paradigmas, das „unser politisches System heraus (fordert), welches um das Duopol Markt/Staat kreist.“ In diesem Paradigma werden trennende (polare) Kategorien durch verbindende Kategorien abgelöst. Ein Beispiel dafür ist der Wechsel von Produktion/Reproduktion zu Care. So entfalte sich eine relationale Weltsicht, in der auch Affekte wichtig sind. Commoning sei somit letztlich Ausdruck des Mitlebens, Mitfühlens, Liebens. Darauf weisen insbesondere Anthropologen hin. Neera Singh beschreibt dies am Beispiel des Umgangs mit Gemeinschaftswäldern in indischen Dörfern “One village leader simply described the collective action to protect forests as ’Samaste samaste ko bandhi ke achanti’, that is, ’each and every “one” holds the other together.’ I think he was also referring to the affective capacities of all bodies, human and nonhuman, to come together and get entangled in relations of affect and accountability”. Ähnlich Michael Hardt und Antonio Negri: „die Dynamik der vielfältigen Singularitäten im Gemeinsamen [hat] nichts zu tun […] mit der überkommenen Dialektik zwischen den Vielen und dem Einen. Während das Eine den Vielen als Gegensatz entgegensteht, ist das Gemeinsame mit den Vielheiten vereinbar, ja setzt sich sogar aus ihnen zusammen“.

## Gesellschaftliche Verallgemeinerung
Theorie und Praxis der Commons haben zahlreiche Autoren inspiriert, über die Möglichkeiten der gesellschaftlichen Verallgemeinerung des Commons-Ansatzes nachzudenken. Diese Ansätze gehen davon aus, dass Commons durch die Krisenhaftigkeit des Kapitalismus an Bedeutung gewinnen und diesen ergänzen oder ersetzen können.

### Commons Transition
Michel Bauwens und die P2P-Foundation haben Ideen und politische Vorschläge entwickelt, um den Übergang zu einer sozialen Wissensgesellschaft zu befördern. Grundlage sind geteiltes, frei zugängliches Wissen, Open-Source-Hardware, die Förderung der sozialen und solidarischen Ökonomie, miteinander vernetzter, demokratisierter Genossenschaften sowie das Konzept des Partnerstaats. Die Vorschläge sind darauf ausgerichtet, im politischen Raum Konzept und Praktiken der Commons zu verbreiten. Ein Beispiel für die Umsetzung ist das FLOK (Free/Libre Open Knowledge) Projekt in Ecuador.

### Commons-based Peer Production
Der Jura-Professor Yochai Benkler entwickelt in seinem zentralen Werk The Wealth of Networks die These der Commons-based Peer Production als dritter Form neben Markt und Zentralplanung. Er postuliert, dass eine auf freiem Wissen und freien Informationen basierende Produktion ökonomisch effizienter sein könne als eine, in der Innovationen durch individuelle Eigentumsrechte wie Patente und Urheberrecht eingehegt werden. Während Benkler die neue Produktionsweise nur für kopierbare digitale Informationsgüter betrachtet, dehnt Stefan Meretz das Konzept auf materielle Güter aus und argumentiert, dass die industrielle Massenproduktion eine ressourceneffiziente Kopiermaschine stofflicher Produkte sei, in denen der informationelle den stofflichen Aufwand bereits bei weitem überwiege. Ähnlich argumentiert der Informatiker Christian Siefkes. Er verweist auf die zunehmende Zahl dezentral nutzbarer Produktionsmittel (etwa freie 3D-Drucker wie RepRap) und das Entstehen communitybasierter technischer Infrastrukturen.
In der Nachfolge des Oekonux-Projekts gründete sich 2009 das wissenschaftliche Peer-Review-Journal Journal of Peer Production, in dem aktuelle Entwicklungen reflektiert werden. Im Kontext der Commons-Debatte wies Silke Helfrich darauf hin, dass Peer-Produktion nicht nur auf Commons basiert, sondern diese auch schafft, und schlug daher den Terminus Commons Creating Peer Production vor.

### Peer-Ökonomie
Der Informatiker Christian Siefkes schlug vor, die commonsbasierte Peer-Produktion konzeptuell auf die ganze Gesellschaft auszudehnen und entwickelte ein Modell für eine Peer-Ökonomie. Ausgangspunkt ist die Überlegung, dass Menschen bei der Herstellung ihrer Lebensbedingungen Aufwand verausgaben. Während der Kapitalismus den Markt als „Indirektion“ verwendet, um die produzierten Güter zu verteilen – ohne dass vorher klar wäre, ob sie gebraucht und verkauft werden können – verteilt die Peer-Produktion nicht die Güter, sondern den Aufwand zu ihrer Herstellung. Dabei wird nur das hergestellt, was auch gebraucht wird – das Verhältnis zwischen Bedürfnissen und Produkten ist somit „direkt“. Per Auktion werden Aufwands-Angebote und -Nachfragen, die hinter den Gütern stehen, gewichtet und in ein Verhältnis gesetzt. So können unbeliebte Aufgaben eine hohe Gewichtung erreichen und einem zeitlich höheren Aufwand von beliebten Tätigkeiten entsprechen. Güter werden über Pools verteilt, „bezahlt“ wird mit geleisteten Aufwänden.
Das Konzept der Peer-Ökonomie wurde u. a. wegen des Festhaltens am Tauschprinzip kritisiert, gleichzeitig als mögliches Übergangskonzept in eine Gesellschaft ohne Tausch gelobt. Siefkes selbst nahm später Abstand vom Tauschprinzip und setzte vollständig auf das Prinzip des Beitragens.

### Ecommony
Für die Ökonomin und Historikerin Friederike Habermann kann auf Grundlage der Commons „das gesamte Leben und Wirtschaften anders gedacht werden“. Sie spricht daher in einem Wortspiel mit Economy von Ecommony. Habermann sieht zwei zentrale Prinzipien: (1) „Besitz statt Eigentum: Bei Commons zählt, wer etwas tatsächlich braucht und gebraucht, und nicht das Recht zum Ausschluss anderer oder zum Verkauf“ und (2) „Beitragen statt Tauschen: tätig werden aus innerer Motivation – bei gesichertem Ressourcenzugang“. Dies drücke aus, was Karl Marx mit dem Satz „Jeder nach seinen Fähigkeiten, jedem nach seinen Bedürfnissen“ beschrieb.

### Commonismus
Die Diskussion um den Commonismus zielt einerseits auf die Entwicklung von Commons und Commons-Prinzipien in allen Lebensbereichen ab, andererseits werden Commons hier als Grundform einer anderen Gesellschaftsordnung verstanden. In den Kultur- und Sozialwissenschaften wird der Begriff vor allem auf eine commons-basierte politische Kultur bezogen. Ziel sei es, den Kapitalismus aufzuheben.

## Beispiele
Folgenden Beispiele zeigen unterschiedliche Ausprägungen im Sinne der Commons-Definition:
- Artabana
- FabLab
- Foodsharing
- Freie Inhalte
- Freie Lastenräder
- Freie Software
- Freies Radio
- Freifunk
- Global Commons (Zugang zu Ressourcen und Wissen)
- Linux User Group
- Mietshäuser Syndikat
- Mundraub (Website)
- OpenCourseWare
- OpenSimulator
- Open Source Ecology
- Open-Source-Hardware
- Open-Source-Saatgut
- RepRap
- Solidarische Landwirtschaft
- Umsonstladen
- Waal
- Wikipedia
- Wikimedia Commons
- OpenStreetMap

### Wissenschaftliche und populärwissenschaftliche Veröffentlichungen
- Dagmar Pelger: Spatial Commons. Zur Vergemeinschaftung urbaner Räume. adocs, Hamburg 2022, ISBN 978-3-943253-54-2.
- Vera Hofmann, Johannes Euler, Linus Zurmühlen, Silke Helfrich: Commoning Art  Die transformativen Potenziale von Commons in der Kunst, transcript, Bielefeld 2022, ISBN 978-3-8376-6404-1 Open Access.
- Blake Hudson, Jonathan Rosenbloom, Dan Cole (Hrsg.): Routledge Handbook of the Study of the Commons. Routledge, London 2020, ISBN 978-0-367-65960-8.
- Silke Helfrich, David Bollier: Frei, fair und lebendig. Die Macht der Commons. Bielefeld 2019, ISBN 978-3-8376-4530-9 (PDF).
- Daniel Schläppi und Malte-Christian Gruber (Hrsg.): Von der Allmende zur Share Economy. Gemeinbesitz und kollektive Ressourcen in historischer und rechtlicher Perspektive. Reihe Beiträge zur Rechts-, Gesellschafts- und Kulturkritik, Bd. 15. Berliner Wissenschafts-Verlag, Berlin 2018, ISBN 978-3-8305-3833-2.
- Friederike Habermann: Ausgetauscht! Warum gutes Leben für alle tauschlogikfrei sein muss Ulrike Helmer, Sulzbach am Taunus 2018, ISBN 978-3-89741-424-2.
- Guido Ruivenkamp, Andy Hilton (Hrsg.): Perspectives on Commoning. Autonomist Principles and Practices. Zed Books, London 2017, ISBN 978-1-78699-178-2.
- Massimo de Angelis: Omnia Sunt Communia. On the Commons and the Transformation to Postcapitalism. Zed Books, London 2017, ISBN 978-1-78360-062-5.
- Friederike Habermann: Ecommony. UmCARE zum Miteinander. Ulrike Helmer, Sulzbach am Taunus 2016, ISBN 978-3-89741-386-3.
- Neustart Schweiz: Nach Hause kommen. Nachbarschaften als Commons. Edition Volles Haus, Baden/CH 2016, ISBN 978-3-03881-000-1.
- Sigrun Preissing: Beitragen und äquivalentes Tauschen. Alternatives Wirtschaften. Ulrike Helmer, Sulzbach im Taunus 2016, ISBN 978-3-8260-5930-8.
- James Rebanks: Mein Leben als Schäfer. Penguin, München 2016, ISBN 978-3-570-10291-6.
- Silke Helfrich, David Bollier (Hrsg.): Die Welt der Commons. Muster gemeinsamen Handelns. transcript, Bielefeld 2015, ISBN 978-3-8376-3245-3 (PDF).
- Pierre Dardot, Christian Laval: Commun. Essai sur la révolution au XXIe siècle. Editions La Découverte, Paris 2014, ISBN 978-2-7071-6938-9.
- Andreas Exner, Brigitte Kratzwald: Solidarische Ökonomie & Commons. INTRO. Eine Einführung. Mandelbaum, Wien 2012, ISBN 978-3-85476-607-0.
- Silke Helfrich, Heinrich-Böll-Stiftung (Hrsg.): Commons. Für eine neue Politik jenseits von Markt und Staat. transcript, Bielefeld 2012, ISBN 978-3-8376-2036-8 (PDF).
- Veronika Bennholdt-Thomsen: Geld oder Leben. Was uns wirklich reich macht. oekom, München 2010, ISBN 978-3-86581-195-0.
- Silke Helfrich, Heinrich-Böll-Stiftung (Hrsg.): Wem gehört die Welt? Zur Wiederentdeckung der Gemeingüter. 2. Auflage. oekom, München 2009, ISBN 978-3-86581-133-2.
- James Boyle: The public domain. Enclosing the commons of the mind. Yale University Press, New Haven Conn. u. a. 2008, ISBN 978-0-300-13740-8.
- Lewis Hyde: Die Gabe. Wie Kreativität die Welt bereichert. S. Fischer, Frankfurt am Main 2008, ISBN 978-3-10-031840-4.
- Christian Siefkes: Beitragen statt tauschen. Materielle Produktion nach dem Modell freier Software. AG SPAK Bücher, Neu-Ulm 2008, ISBN 978-3-930830-99-2.
- Lawrence Lessig: Freie Kultur. Wesen und Zukunft der Kreativität. Open Source Press, München 2006, ISBN 3-937514-15-5.
- Yochai Benkler: The wealth of networks. How social production transforms markets and freedom. Yale University Press, New Haven/London 2006, ISBN 0-300-12577-1.
- Sebastian Bödeker, Oliver Moldenhauer, Benedikt Rubbel: Wissensallmende. Gegen die Privatisierung des Wissens der Welt durch „geistige Eigentumsrechte“. VSA-Verlag, Hamburg 2005, ISBN 3-89965-118-9.
- Michel Bauwens, Vasilis Kostakis und Alex Pazaitis: Peer to Peer. The Commons Manifesto. University of Westminster Press, London 2019, ISBN 978-1-911534-77-8.
- Elinor Ostrom: Governing the Commons: The Evolution of Institutions for Collective Action. Cambridge University Press, Cambridge 1990, ISBN 0-521-40599-8.

### Kinderbücher und Graphic Novels
- Smilla Todt, Anne Wiedemann, Veronika Golyak: Commons. Kinderleicht? Hochschule für nachhaltige Entwicklung Eberswalde (HNEE), Eberswalde 2021. Online verfügbar

### Serious Games
- Commonspoly. Monopoly-Adaption. Zemos98, Sevilla 2019. Online verfügbar unter Peer-Production-Lizenz
- Silke Helfrich, Julia Petzold (Hrsg.), Sibylle Reichel (Design): Commoning oder wie Transformation gelingt. Auftakt einer Mustersprache. Basierend auf dem Buch von Helfrich/Bollier 2019. Druckereikollektiv Zollenspieker, Hamburg 2020.
- Gemeinsam durch die Krise. Das Spiel der unbegrenzten Möglichkeiten. Hochschule für Nachhaltige Entwicklung Eberswalde (HNEE), Eberswalde 2021. Online verfügbar